# 迈克·斯图尔斯
迈克·斯图尔斯（英語：Mike Stulce，1969年7月14日—），美国男子田径运动员，主攻铅球。他曾代表美国参加1992年夏季奥林匹克运动会田径比赛，获得男子铅球金牌。